# Arszenik i stare koronki (Teatr Telewizji)
Arszenik i stare koronki – spektakl Teatru Telewizji w reżyserii Macieja Englerta z 1975 roku na podstawie sztuki Josepha Kesselringa pod tym samym tytułem. 
Spektakl ukazał się w cyklu Teatr Sensacji „Kobra” i znalazł się na liście stu najlepszych w historii Teatru Telewizji przedstawień teatralnych, wytypowanych w sierpniu 1999 r. przez Akademię Teatru Telewizji.

## Obsada
- Irena Kwiatkowska jako Abby Brewster
- Barbara Ludwiżanka jako Marta Brewster
- Wojciech Pokora jako Teddy
- Andrzej Zaorski jako Mortimer Brewster
- Bożena Dykiel jako Helena Harper
- Wiesław Michnikowski jako Jonathan Brewster
- Czesław Wołłejko jako dr Epstein
- Kazimierz Rudzki jako Witherspoon
- Edmund Fidler jako O’Hara
- Ryszard Barycz jako Pastor Harper
- Andrzej Antkowiak jako kapitan Rooney
- Marian Friedman jako Gibbs
- Damian Damięcki jako Policjant
- Ryszard Ostałowski jako Policjant